# François-Joseph Duret
François-Joseph Duret (Valenciennes 1729–París 1816) fue un escultor de figura y ornamento francés. Fue padre y maestro de Francisque Joseph Duret. 

## Datos biográficos
François-Joseph Duret nació en Valenciennes en 1729.
Se trasladó  París, donde trabajó para el rey Luis XV de Francia.
Trabajó en la decoración escultórica del Castillo Karlsberg
Se le atribuyen piezas del mobiliario para el Palacio de Versalles. Allí trabajó con decoración escultórica para los muebles,  colaborando con Chalgrin .
También trabajó como escultor  de la Manufacture nationale de Sèvres. Para esta fábrica real modeló algunas piezas, como un conjunto de decoración de mesa para Luis XV de 1772. Encabezado por grupos centrales que se equilibran con piezas individuales. Entre los grupos destaca la conversación española , que se conserva en el museo de la cerámica de Sèvres acompañado por las figuras reproducidas en biscuit de un flautista,  la cantante du Barry, un guitarrista, un músico español con Oboe. Otro grupos suplementario  es el de Ninphes á la corbeille.
En 1773 produjo para la manufactura los modelos de El genio de la escultura y el Genio de la arquitectura. En total fueron 15 las figuras de la decoración del surtout  del rey Luis XV. Éste hizo enviar a Madrid una vajilla igual para María Luisa de Parma en 1774.
Falleció en París el 7 de agosto de 1816.

## Obras

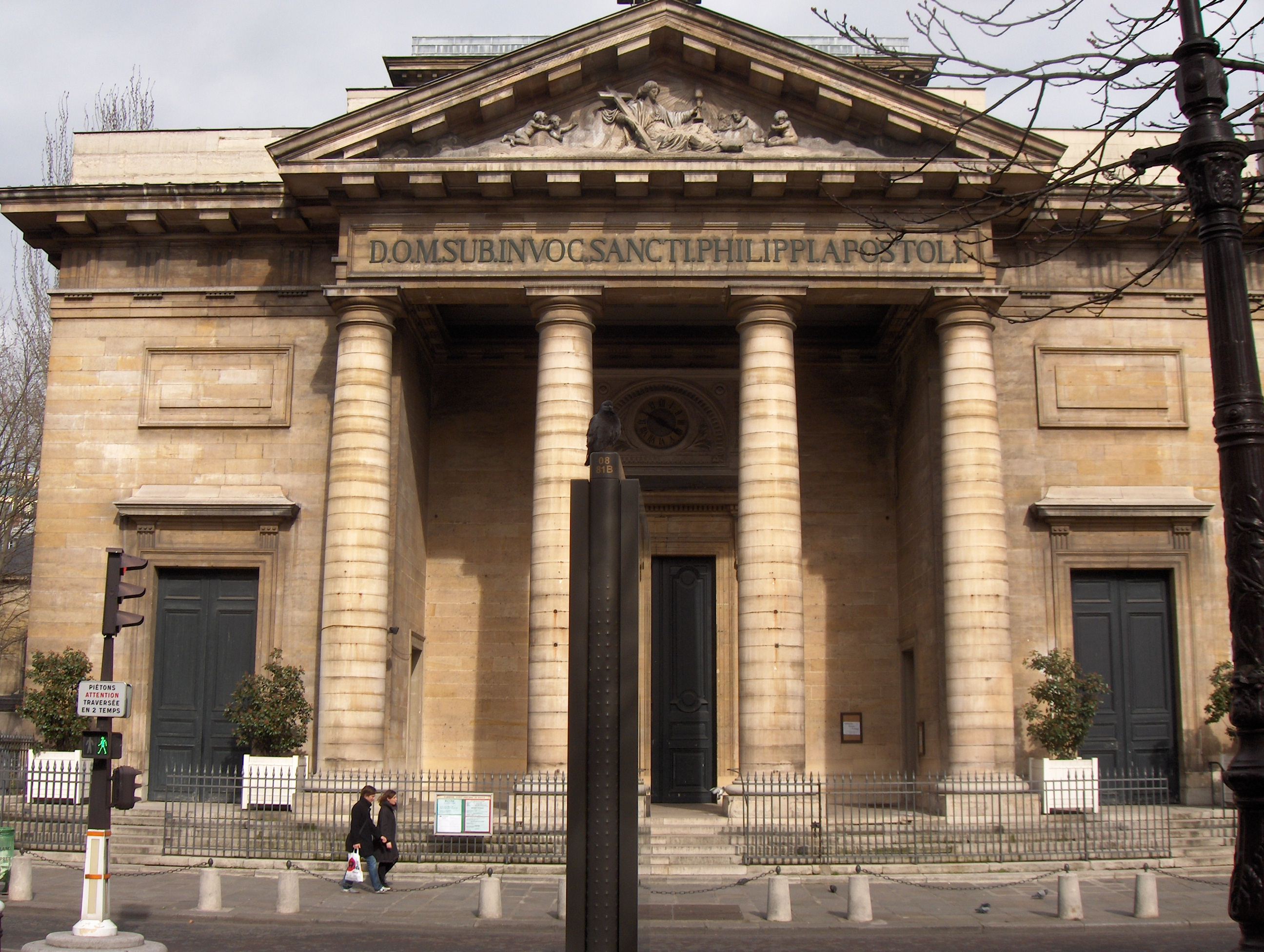
Fachada de la iglesia, en el frontón el relieve de FJ Duret

Entre las obras de François-Joseph Duret, se encuentra:
- el bajorrelieve titulado: La religión acompañada de cuatro figuras de ángeles (del francés: La Religion accompagnée de quatre figures d'anges), en la iglesia de Saint-Philippe-du-Roule,[4] 154 rue du Faubourg Saint-Honoré, VIII Distrito de París[5]

- decoración escultórica del Castillo Karlsberg[2]
- consola tallada y dorada en[6]

Para la Manufacture nationale de Sèvres: 
- Grupo de la  la conversación española , Duret preparó el modelo antes de 1772 para el surtout la Vajilla de la Princesa de Asturias (Mª Luisa de Parma, mujer del futuro Carlos IV). La pieza ha sido reproducida en biscuit. Actualmente se conserva una de estas copias en el museo de la cerámica de Sèvres (25 cm de altura, representa cuatro figuras, ricamente vestidas.
- Un flautista, para Luis XV
- La cantante du Barry, para Luis XV
- Un guitarrista, para Luis XV
- Un músico español con Oboe.
- Grupo de las Ninphes á la corbeille, para Luis XV
- El genio de la escultura, para Luis XV
- Genio de la arquitectura, para Luis XV

Estas piezas fueron reproducidas en biscuit blanco, imitando el mármol, al gusto neoclásico.
- En el Detroit Institute of Arts se conserva una pieza de terracota, representa una figura de mujer con una guirnalda de flores. 1779, posible modelo para Sevres.[7]